# Marek Waldenberg
Marek Waldenberg (ur. 8 stycznia 1926 w Równem na Wołyniu, zm. 25 lutego 2018 w Krakowie) – polski prawnik, nauczyciel akademicki, profesor nauk prawnych, historyk doktryn politycznych i prawnych, profesor Uniwersytetu Jagiellońskiego.

## Życiorys
W 1951 ukończył studia prawnicze na Wydziale Prawa Uniwersytetu Jagiellońskiego. W 1962 na Wydziale Prawa UJ uzyskał stopień doktorski, a w 1969 uzyskał habilitację na podstawie wysoko ocenionej monumentalnej (liczącej 1336 stron) pracy pt. Wzlot i upadek Karola Kautsky’ego. Studium z historii myśli społecznej i politycznej (wyd. Kraków 1972). W 1975 uzyskał tytuł naukowy profesora nauk prawnych.
Został profesorem zwyczajnym Uniwersytetu Jagiellońskiego. Pracował w Instytucie Nauk Politycznych i Stosunków Międzynarodowych UJ. Był autorem publikacji naukowych z zakresu problematyki mniejszości narodowych i nacjonalizmów.
W latach 1946–1948 był członkiem PPS, od 1948 roku należał do PZPR. W latach 1956–1957 był członkiem Komitetu Wojewódzkiego PZPR w Krakowie.
Należał do stowarzyszenia działającego przy klubie Muzyczna Owczarnia w Jaworkach.

## Publikacje książkowe (m.in.)
- Kautsky, 1976, seria Myśli i Ludzie
- Kwestie narodowe w Europie Środkowo-Wschodniej: dzieje, idee, Warszawa: Wyd. Naukowe PWN, 1992.
- Narody zależne i mniejszości narodowe w Europie Środkowo-Wschodniej: dzieje konfliktów i idei, Warszawa: Wyd. Naukowe PWN, 2000.
- Rozbicie Jugosławii: jugosłowiańskie lustro międzynarodowej polityki. T. 1–2, Wydanie Wyd. 2, rozsz., Warszawa: Wydawnictwo Naukowe Scholar, 2005.

## Nagrody i odznaczenia
- Krzyż Komandorski Orderu Odrodzenia Polski (2003)[6]
- Krzyż Kawalerski Orderu Odrodzenia Polski
- Złoty Krzyż Zasługi
- Medal Komisji Edukacji Narodowej[4]
- Doktorat honoris causa Akademii Pedagogicznej w Krakowie